# خنفشار
لفظة الخنفشار، بالرفع، وهي مولدة اتفاقا (مُستحدثة)، وتستعمل الآن في التعاظم. وهذه المُفردة لها قصة عجيبة ذكرها المقري في نفح الطيب من غصن الأندلس الرطيب، حيث أن مخترع هذه المفردة هم من اليمن اخترعوها لإفحام شخص مُتعالم حيث ادعى انه يعرفه وانشد شعراً حينما سئل عن هذه الكلمة، فقال بأنه قرأ هذه الكلمة بخط كأكرع النمل والخنفشار طائر يعيش في بعض الجزر

## القصة
ورد في قصة عند العرب:
أن رجلاً كان يُفتي كل سائل دون توقف، فلحظ أقرانه ذلك منه، وأجمعوا أمرهم لامتحانه بنحت كلمة ليس لها أصل وهي «الخنفشار». فسألوه عنها، فأجاب على الفور: بأنها نبت طيب الرائحة ينبت بأطراف اليمن، وإذا أكلته الإبل عَقَد لبنها. ثم قال: وقد قال شاعرهم اليماني:
لقد عَقَدَت محبتُكم فؤادي
كما عقد الحليبَ الخنفشار
وأضاف: وذكره داود الأنطاكي في تذكرته وقال عنه كذا وكذا، كما قال فلان وفلان... ولم يكتفِ بذلك، بل قال: وقال النبي صلى الله عليه وسلم.
عندها استوقفوه وقالوا: كذبتَ على هؤلاء، فلا تكذب على النبي صلى الله عليه وسلم. وتحقق لديهم أن هذا الرجل ما هو إلا جِراب كذبٍ وعيبة افتراءٍ في سبيل التعالم.

## التوضيح
فتعجبوا من بديهته، وقد نسب المدعي ذلك إلى أبي العلاء صاعد الأندلسي اللغوي صاحب الفصوص، وقيل الزمخشرين والأول أقرب. واستدرك شيخنا: خشنشار الواقع في قول أبي نواس:
- كأنها مطعمة فاتها * بين البساتين خشنشار

قال شارح ديوانه: هو من طيور الماء، وهو قنص العقاب، ونقله الخفاجي في شفاء الغليل.

## التشبيه
والآن يكثر استخدام مفردة خنفشاري هي صفة لأي شي لا معنى له أو لشخص مدعي حيث أن الكلمة ليس لها معنى أساسا وتطلق على الشخص الذي يدعي معرفة كل شيء. ويتداول نقاد الأدب فيما بينهم كلمة خنفشار ويطلقونها على من يدعي الفهم والعلم وهو لايملك منهما شيئا. وللأديب المصري مصطفى لطفي المنفلوطي قصة مع الخنفشار أيضا.

## روابط خارجية
- مقالة بعنوان «خنفشاريون» للكاتب تركي الدخيل جريدة الرياض